# Czesław Hofmokl
Czesław Hofmokl (ur. 20 lipca 1897 w Stanisławowie, zm. 17 maja 1936 tamże) – polski sędzia, porucznik piechoty rezerwy Wojska Polskiego.

## Życiorys
Urodził się 20 lipca 1897 w Stanisławowie, w rodzinie Oskara i Heleny z Gosławskich. Był starszym bratem Zygmunta (ur. 1901), inżyniera leśnictwa, odznaczonego Medalem Niepodległości.
Kształcił się w C. K. I Gimnazjum z polskim językiem wykładowym w Stanisławowie, w którym w 1914 ukończył VII klasę.
Po wybuchu I wojny światowej wstąpił do Legionów Polskich. Później działał w Polskiej Organizacji Wojskowej i został komendantem 1 kompanii. U kresu wojny i wybuchu wojny polsko-ukraińskiej był w grupie działaczy POW formujących sztab i 3 listopada 1918 został zastępcą komendanta obrony Stanisławowa por. Antoniego Deblessema. 25 maja 1919 w stopniu porucznika kierował zajęciem koszar przy ulicy 3 Maja, zajmowanych przez Ukraińców. Otrzymał także rozkaz zajęcia koszar przy ulicy Kamińskiego, szpitala wojskowego i poczty, komenderując wówczas I i IV kompanią POW.
Po odzyskaniu przez Polskę niepodległości w 1918 został przyjęty do Wojska Polskiego. W 1922 roku posiadał przydział w rezerwie do 23 pułku piechoty we Włodzimierzu Wołyńskim.
Został zweryfikowany w stopniu porucznika ze starszeństwem z dniem 1 czerwca 1919 w korpusie oficerów rezerwy piechoty. W latach 1923–1934 był oficerem rezerwowym 48 pułku piechoty w Stanisławowie.
Sprawował urząd sędziego Sądu Okręgowego w Stanisławowie. Był członkiem koła Zrzeszenia Sędziów i Prokuratorów RP w Stanisławowie. W tym mieście pełnił funkcję prezesa założonego w 1936 koła Związku Peowiaków. Był także prezesem miejscowego Związku Oficerów Rezerwy RP.
17 maja 1936 około godz. 23:30 u zbiegu ulicy Ułanów Krechowieckich i Kazimierzowskiej został śmiertelnie pchnięty nożem w serce. Podejrzany o dokonanie morderstwa został aresztowany i był nim 32-letni robotnik betoniarski Stefan Śmieszny, w który wcześniej był kilkakrotnie skazywany za wykroczenia i drobne przestępstwa przez sędziego Hofmokla. Motywem dokonania zabójstwa miała być zemsta osobista sprawcy.
Czesław Hofmokl był żonaty, miał dwoje dzieci.

## Ordery i odznaczenia
- Krzyż Niepodległości z Mieczami – 28 grudnia 1933 „za pracę w dziele odzyskania niepodległości”[15] zamiast uprzednio (24 października 1931) nadanego Krzyża Niepodległości[16][1]
- Krzyż Walecznych po raz pierwszy i drugi za służbę w POW w b. zaborze austriackim i b. okupacji austriackiej[17]